# Rawsa
Rawsa (ook: Rausa) is een gehucht in de Belgische provincie Luik. Het ligt in Outrelouxhe, een deelgemeente van Modave. Rawsa ligt een halve kilometer ten noordwesten van het centrum van Rawsa en is in het westen vergroeid met het gehucht Les Gottes in deelgemeente Strée.

## Geschiedenis
Rawsa behoorde vroeger tot de gemeente Amay, waarvan het centrum meer dan vier kilometer ten noorden ligt, op de andere oever van de Maas. In 1842 werd Rawsa samen met twee gehuchten op de zuidelijk Maasoever, Ponthier en Ombret, afgesplitst van Amay in de nieuwe zelfstandige gemeente Ombret-Rawsa.
Bij de gemeentelijke herindeling van 1977 werd Ombret een deelgemeente van het nabije Amay, maar Rawsa, dat vier kilometer ten zuiden lag, werd bij de gemeente Modave gevoegd.

## Bezienswaardigheden
- De Église Saint-Sauveur

Deelgemeenten: Modave · Outrelouxhe · Strée · Vierset-Barse

Overige dorpen en gehuchten: Barse · Les Communes de Strée · Les Gottes · Limet · Linchet · Petit-Modave · Pont-de-Bonne · Rawsa · Romont · Saint-Jean-Sart · Vierset

Belgische gemeenten · arrondissement Hoei · provincie Luik · Wallonië